# Prieuré Saint-Pancrace
Le prieuré Saint-Pancrace est un prieuré situé à Forcalquier, en France.

## Localisation
Le prieuré est situé sur la commune de Forcalquier, dans le département français des Alpes-de-Haute-Provence.

## Historique
L'édifice est inscrit au titre des monuments historiques en 1997.